# Transport en commun en Islande

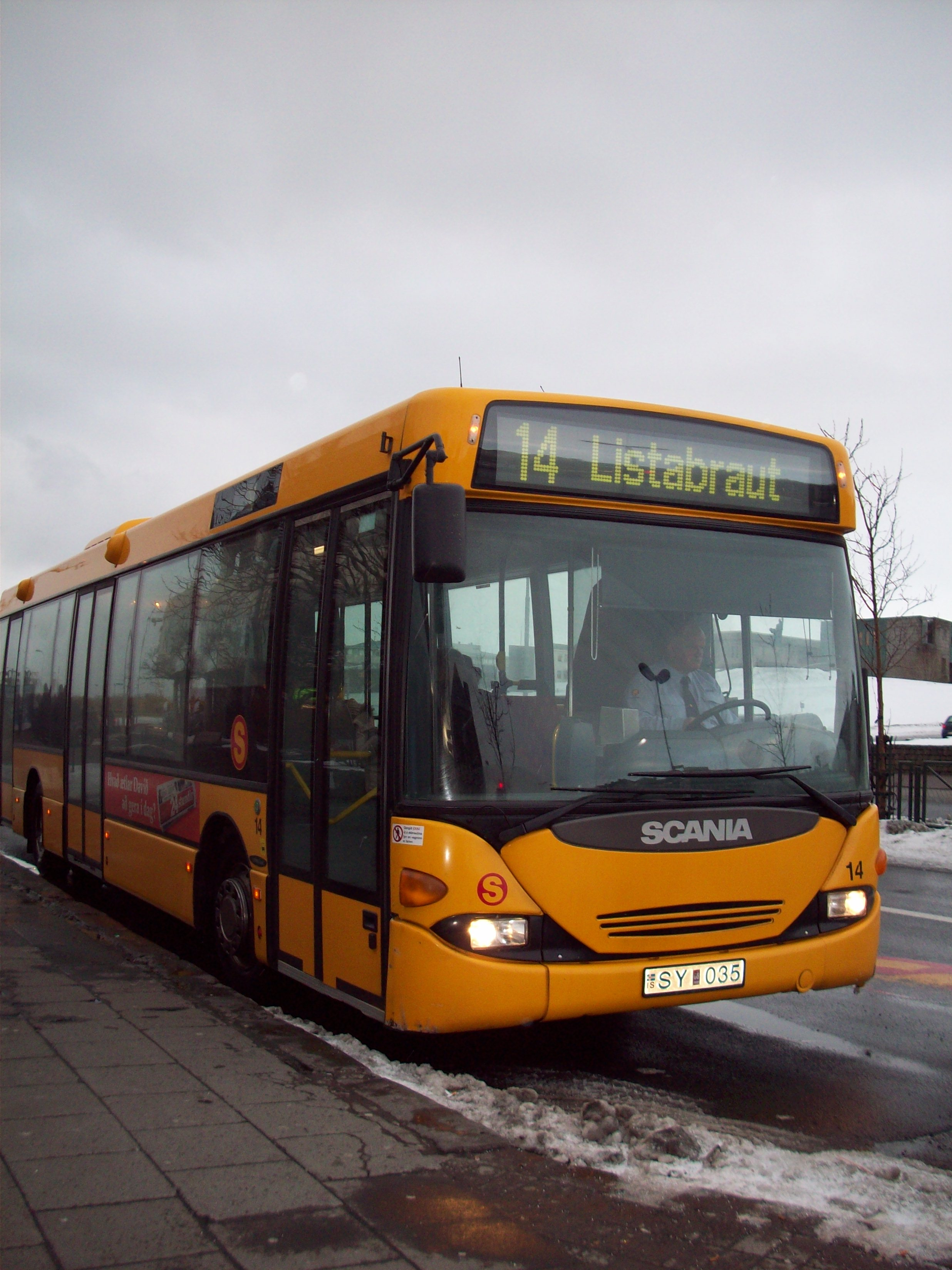
Un bus Strætó à Reykjavik.

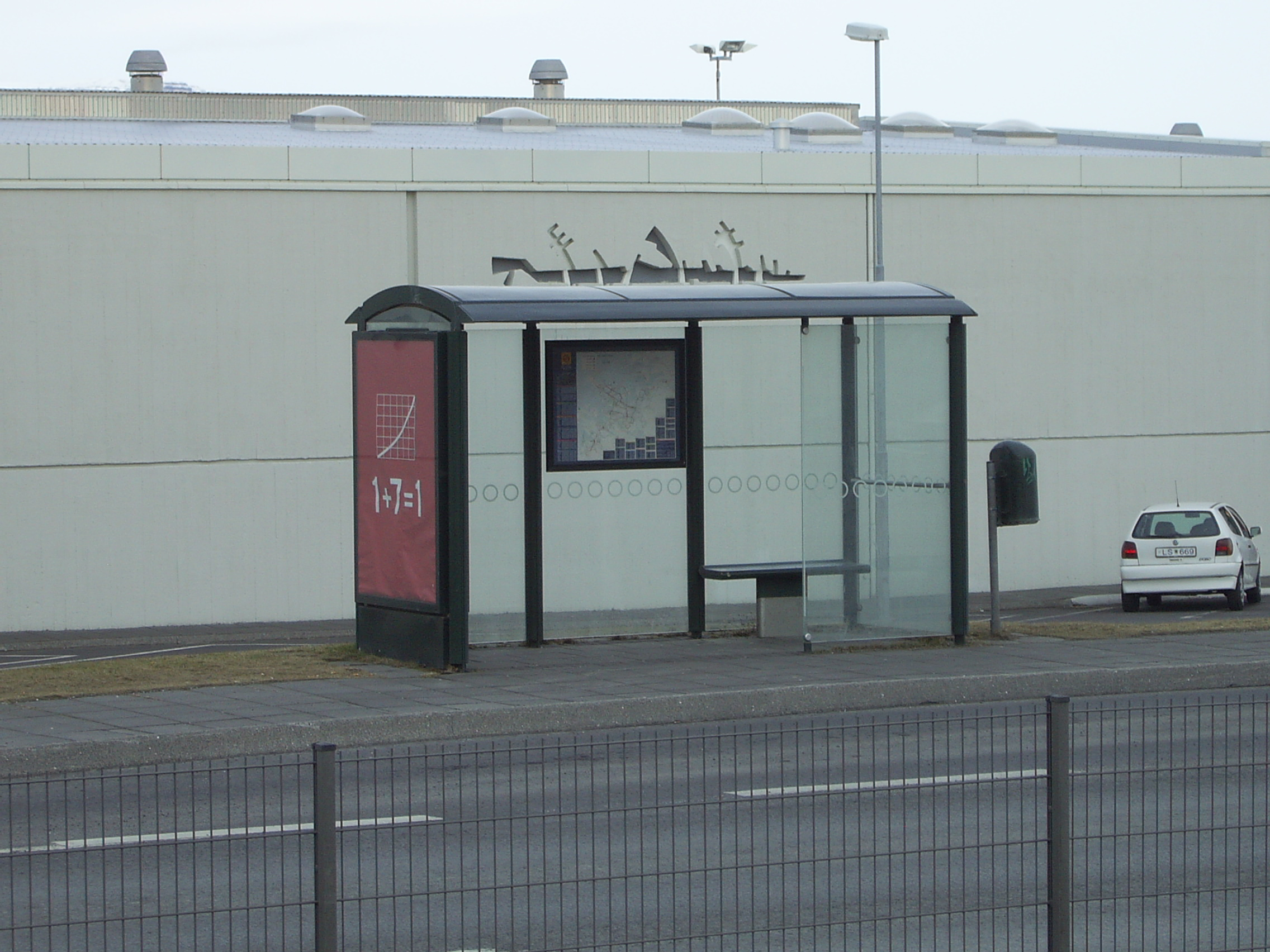
Arrêt de bus à Reykjavík.

Le système des transports en commun islandais est relativement peu développé et certaines zones ne sont que très peu desservies par les transports en commun. L'Islande ne possède aucun service de transport public à l'échelle nationale. Quelques transports sont disponibles dans la plupart des zones urbanisées, par exemple, les bus Strætó bs. desservent Reykjavik, et Strætisvagnar Akureyrar au nord de la ville d'Akureyri. Dans le pays, de nombreux autocars et services de bus roulant de ville en ville sont disponibles, bien que la plupart des Islandais utilisent des moyens aériens pour voyager d'une grande ville à l'autre. 
La voiture est également très utilisée par la population locale ; le pays compte en moyenne 580 automobiles pour un millier de foyers (en 2000), un nombre similaire à celui des États-Unis. Inhabituellement, cela ne pose aucun embouteillage, la zone urbaine de Reykjavík étant relativement bien étalée comparée aux logements. Néanmoins, la demande de transports en commun reste faible et ne se développe que très peu. 
Récemment, cependant, une proposition a été faite concernant l'éventuelle construction d'une ligne de chemin de fer entre l'Aéroport international de Keflavík et Reykjavik. L'aéroport de Keflavík est desservi par un service d'autocars ; le Reykjavik City Council (en) décide de mener une étude de faisabilité pour la construction d'un service ferroviaire, se disant être prêt à contribuer avec 10 millions de couronnes. Une petite ligne de chemin de fer au centre de la capitale a également été proposée.
Le pays est également desservi par des services marins. Par exemple, des ferrys (Smyril Line (en), parmi d'autres) permettent aux usagers d'accéder aux Îles Féroé et au Royaume-Uni. Des ferrys desservent également Þorlákshöfn et Vestmannaeyjar.